# Овад (рід птахів)
Ова́д (Cistothorus) — рід горобцеподібних птахів родини воловоочкових (Troglodytidae). Представники цього роду мешкають в Америці.

## Опис
Овади — дрібні птахи, середня довжина яких становить 9-12,5 см, а вага 7-17,7 г. Вони мають переважно рудувато-коричневе або охристе забарвлення, спина у них поцяткована чорними і білими смугами. Овади живуть на болотах та на луках. Вони ведуть прихований спосіб життя, їх можна скоріше почути, ніж побачити.

## Види
Виділяють п'ять видів:
- Овад осоковий (Cistothorus stellaris)[5][6][7][8]
- Овад венесуельський (Cistothorus meridae)
- Овад великий (Cistothorus apolinari)
- Овад річковий (Cistothorus platensis)[9]
- Овад болотяний (Cistothorus palustris)

## Етимологія
Наукова назва роду Cistothorus походить від сполучення слів дав.-гр. κιστος — чагарник і θοος — той, хто стрибає, поспішає.